# TOKYO GIRL (川畑要の曲)
「TOKYO GIRL」（トーキョー・ガール）は、川畑要のソロ・デビュー・シングル。2012年10月3日発売。発売元はデフスターレコーズ。

## 解説
2012年6月24日、川畑はTwitterにて1週間内に候補曲「Flyin' to the sunrise」と「TOKYO GIRL」（2010年8月27日、「JOY LIVE! supported by Future Tracks→R〜JOY 1st Anniversary〜」にて「KANAME」として披露。振付担当はRui）の試聴公開・意見を募集。「TOKYO GIRL」が10月3日発売となった。
「TOKYO GIRL」は『ハッピーMusic』の10月度オープニングテーマ。川畑はTwitterでの候補曲発表前に2009年制作の「TOKYO GIRL」が良いと思い、タイトルを名づけたSTYは、歌詞について「クラブでひときわ目立つ綺麗な女の子」をイメージしているという。
「Let it go」は「Sweet pain」のアンサーソングとなり、ソロとしてスタートする川畑の心境が歌詞に反映されている。

## リリース
本作は、初回限定盤A、初回限定盤B、通常盤の3形態で発売。初回限定盤AはディレクターにAT、川畑・Rui・KEiSUKE・NOSUKE・TOMONORI・かでなれおんが出演した「TOKYO GIRL」MVとメイキング、2011年「ソロツアー2011 -breakthrough-」ダイジェスト収録DVD同梱。初回限定盤Bにも「川畑 要の全力スロープ」「新人アーティスト <川畑 要>の忙しい1日」収録DVD同梱。通常盤は2012年のツアー「CHEMISTRY TOUR 2012 -Trinity-」にて披露した「Sweet Pain」収録。
9月29日大阪「あべのキューズモール」、10月5日「ダイバーシティ東京」、6日「たまプラーザ」、7日「アリオ亀有」にて先着購入者限定握手会・抽選会を開催。

## チャート成績
2012年10月15日付のオリコンウィークリーチャートで8位を記録。CHEMISTRYの活動時期には、2007年12月5日リリース「輝く夜」以降シングルTOP10入りを果たせなかったため川畑にとって約5年ぶりのTOP10入りとなった。

## 収録曲

### 初回限定盤A・B
1. TOKYO GIRL[3:30]
作詞：STY／作曲：STY・UTA／編曲：UTA
2. Let it go[3:32]
作詞：谷口尚久・川畑要／作曲：谷口尚久・川畑要、UTA／編曲：UTA・川畑要
3. 歩いて帰ろう（斉藤和義のカバー）[4:40]
作詞・作曲：斉藤和義／編曲：斉藤和義・松尾一彦・谷口尚久・川畑要

DVD
- 初回限定盤A：

1. TOKYO GIRL（ミュージック・ビデオ）
2. TOKYO GIRL MAKING
3. 「ソロツアー2011 -breakthrough-」ダイジェスト

- 初回限定盤B：

1. 川畑 要の全力スロープ
2. 新人アーティスト <川畑 要>の忙しい1日

封入特典
- 生写真3種中1種

### 通常盤
1. TOKYO GIRL
2. Let it go
3. 歩いて帰ろう（斉藤和義のカバー）
4. Sweet Pain （Trinity Tour Ver） [5:24]
作詞・作曲：川畑要・谷口尚久／編曲：谷口尚久

初回プレス封入特典
- 生写真3種中1種